# Liste des interstates au Wisconsin
Les Interstates au Wisconsin font partie du réseau des autoroutes inter-états et sont entretenues par le Wisconsin Department of Transportation (WisDOT). 

## Liste des autoroutes principales
| Numéro | Longueur (mi) | Longueur (km) | Terminus sud / ouest                                                | Terminus nord / est                                                 | Créée | Notes                              |
| ------ | ------------- | ------------- | ------------------------------------------------------------------- | ------------------------------------------------------------------- | ----- | ---------------------------------- |
| I-39   | 182,14        | 293,13        | I-39 / I-90 à la frontière de l'Illinois à Beloit                   | US 51 / WIS 29 à Rothschild                                         | 1992  |                                    |
| I-41   | 175,43        | 282,33        | I-41 / I-94 / US 41 à la frontière de l'Illinois à Pleasant Prairie | I-43 / US 41 / US 141 à Howard                                      | 2015  | En multiplex complet avec la US 41 |
| I-43   | 191,55        | 308,27        | I-39 / I-90 à la frontière de l'Illinois à Beloit                   | I-43 / US 41 à Howard                                               | 1981  |                                    |
| I-90   | 187,13        | 301,16        | I-90 à la frontière du Minnesota à La Crosse                        | I-39 / I-90 à la frontière de l'Illinois à Beloit                   | 1956  |                                    |
| I-94   | 348,23        | 560,42        | I-94 / US 12 à la frontière du Minnesota à Hudson                   | I-41 / I-94 / US 41 à la frontière de l'Illinois à Pleasant Prairie | 1956  |                                    |
|        |               |               |                                                                     |                                                                     |       |                                    |

## Liste des autoroutes auxiliaires
| Numéro | Longueur (mi) | Longueur (km) | Terminus sud / ouest             | Terminus nord / est                                  | Créée | Notes                            |
| ------ | ------------- | ------------- | -------------------------------- | ---------------------------------------------------- | ----- | -------------------------------- |
| I-535  | 1,21          | 1,95          | US 53 / WIS 35 à Superior        | I-535 / US 53 à la frontière du Minnesota à Superior | 1971  |                                  |
| I-794  | 3,50          | 5,63          | I-43 / I-94 / US 41 à Milwaukee  | WIS 794 à Milwaukee                                  | 1980  |                                  |
| I-894  | 9,92          | 15,96         | I-41 / I-94 / US 45 à West Allis | I-41 / I-43 / I-94 à Milwaukee                       | 1966  | En multiplex complet avec l'I-41 |
|        |               |               |                                  |                                                      |       |                                  |